# Petr Haničinec
Petr Haničinec (ur. 15 września 1930 w Pardubicach, zm. 7 listopada 2007 w Bratronicach) – czeski aktor.
Ukończył studia na Wydziale Teatralnym Akademii Sztuk Scenicznych w Pradze. Występował w teatrze (Divadlo československé armády, Divadlo na Vinohradech), telewizji i filmie.
W 1985 roku otrzymał tytuł honorowy Zasłużonego Artysty. W 2000 roku otrzymał nagrodę Senior Prix od fundacji Život.
Pracował również w dubbingu i radiu. W 1996 roku otrzymał nagrodę Františka Filipovskiego za całokształt dorobku w dziedzinie dubbingu.